# 1609
1609 (MDCIX) a fost un an comun al calendarului gregorian, care a început într-o zi dejoi.

## Evenimente
- Înființarea Băncii și a Bursei din Amsterdam.
- Sfințirea mănăstirii Dragomirna (jud. Suceava).

## Nașteri
- 18 martie: Frederick al III-lea al Danemarcei și al Norvegiei (d. 1670)
- 25 noiembrie: Henrietta Maria, prințesă a Franței și regină a Angliei, Scoției și Irlandei, soția lui Carol I al Angliei (d. 1669)
- 6 decembrie: Nicolas François, Duce de Lorena (d. 1670)

## Decese
- decembrie: John Dee  (n. 1527)
- 15 iulie: Annibale Carracci  (n. 1560)
- 3 februarie: Ferdinando I de' Medici, Mare Duce de Toscana  (n. 1549)
- 19 octombrie: Iacob Arminius  (n. 1560)
- 23 august: Yi Sanhae  (n. 1539)
- 25 martie: Isabelle de Limeuil  (n. 1535)